# Tabarka
Tabarka is een kustplaats in het noordwesten van Tunesië die zich op nog geen 25 km van de grens met Algerije bevindt. De stad telt ongeveer 16.000 inwoners, waarvan de meeste werkzaam zijn in de toeristische sector. De plaats is vooral bekend geworden vanwege de koraalvisserij, het Koraalfestival van onderwaterfotografie, en het jaarlijkse jazzfestival. De luchthaven Tabarka ligt 10 km ten noordoosten van het stadje. Op zo'n 300 m voor de kust ligt het gelijknamige eilandje Tabarka, dat een kolonie van Republiek Genua geweest is.
De afgelopen jaren trekt het vooral mensen die uit zijn op ontspanning. Tabarka heeft een 18-holes golfterrein, en wordt de laatste jaren steeds meer van luxe en moderne gebouwen voorzien. Niet alleen is dit terug te zien in de vele nieuwe hotels, restaurants en winkels, maar ook worden er steeds meer investeringen gedaan door de bevolking zelf. De bekende basiliek, die met name bekend is vanwege het jazzfestival, zal verhuizen naar een veel ruimere plek aan de zee. Op nog geen 30 km bevindt zich de plaats Aïn Draham, welke vooral bekendstaat om zijn hoge bergen met enorme stukken bos. Deze combinatie trekt al jaren vele toeristen aan, en wordt zowel in de zomer als in de winter graag bezocht.